# لوسي ستون
لوسي ستون (ولدت في وست بروكفيلد في 13 أغسطس 1818 وتُوفيت في بوسطن في 19 أكتوبر 1893 (عن عمر ناهز 75 عاماً))، هي ناشطة أمريكية بارزة بالإضافة إلى كونها عضو في كل من منظمة سوفرجت لحقوق المرأة، وحركة الإلغائية (التحرير من العبودية). كانت من أشد المناصرين والمنظمين لدعم حقوق المرأة. في عام 1847 أصبحت ستون أول امرأة تحصل على الشهادة الجامعية من ولاية ماساتشوستس. ناصرت حقوق المرأة وناهضت العبودية في الوقت الذي كانت فيه المرأة منبوذة ولا يحق لها الخطابة أمام الجمهور. عُرفت ستون باستخدامها للقبها حتى بعد الزواج على الرغم من أنه كانت من العادات أن تُلقب المرأة بلقب زوجها بعد الزواج.
أسفرت أنشطة ستون التي تخص منظمات حقوق المرأة عن مكاسب ملموسة في البيئة السياسية الصعبة التي عاشت فيها في القرن التاسع عشر. ساعدت ستون في الشروع في اتفاقية حقوق المرأة الوطنية الأولى، ودعمتها واستمرت في العمل عليها سنويًا، بالإضافة إلى عدد من الاتفاقات الناشطة الأخرى المحلية، والحكومية، والإقليمية. تحدثت ستون أمام عدد من الهيئات التشريعية لتعزيز قوانين تتيح المزيد من الحقوق للمرأة. كما ساعدت في تأسيس جامعة وطنية موالية للمرأة للمساعدة في إتمام التعديل الثالث عشر، وبالتالي إلغاء الرق. وساعدت بعد ذلك في تشكيل جمعية لمعاناة النساء الأمريكيات، التي أُنشأت لدعم التعديل الدستوري بشأن حق المرأة في اقتراع على المستوى المحلي وعلى مستوى الولاية.
كتبت ستون على نطاق واسع حول حقوق المرأة، كما قامت بنشر وتوزيع الخطب بنفسها وبمساعدة آخرين، بالإضافة إلى إجراءات الاتفاقية. في «مجلة المرأة» المؤثرة المستمرة منذ فترة طويلة، وهي مجلة دورية أسبوعية قامت هي بتأسيسها ودعمها، كما نشرت فيها آرائها الخاصة والخلافية حول حقوق المرأة. تسمى "الداعية" و"نجمة الصباح" و"القلب والروح" لحركة حقوق المرأة، تأثرت ستون بسوزان أنتوني فيما يخص قضية حق المرأة في التصويت. كتبت إليزابيث كادي سانتون: "كانت لوسي ستون هي الشخص الأول الذي أثار الرأي عام الأمريكي بشدة بشأن وضع المرأة." أُطلق على كلا من أنتوني وسانتون وستون ثلاثية القرن التاسع عشر لنصرة المرأة وحق المرأة في التصويت.

## النشأة والتأثير
ولدت لوسي ستون في 13 أغسطس 1818 في تل كوي، في غرب بروكفيلد، في ماساتشوستس. وكان ترتيبها الثامنة بين تسعة أطفال، لأبوين هم هانا ماثيوز وفرانسيس ستون. نشأت مع ثلاثة أخوة وثلاث أخوات، مات اثنين من أشقائها قبل ميلادها. سارة بار أو «العمة سالي» كما يناديها الأطفال- هي عضو آخر في أسرة ستون، وهي شقيقة فرانسيس ستون الذي تخلى عنها زوجها وأصبحت تقطن عند أخيها. بالرغم من أن حياة المزرعة شاقة للجميع وأن فرانسيس نجح بصعوبة في توفير موارد الأسرة، إلا أن لوسي تتذكر طفولتها على أنها طفولة مرفهة؛ حيث كانت المزرعة تمدهم بأنواع الطعام المختلفة التي تحتاجها الأسرة ويفيض المزيد فيقوموا بمقايضته مع المتجر بالبضائع التي يحتاجونها.
ذكرت ستون: «كانت إرادة والدي هي من تتحكم في أسرتنا» وبهذا التصريح وصفت لوسي سمة إدارة الأُسر في تلك الحقبة. حصلت هانا ستون على دخل متواضع من خلال بيع البيض والجبن ولكن لم يكن لها أي سيطرة على تلك الأموال، أحيانًا يتم منعها من شراء أشياء يعتبرها فرانسيس تافهة. اعتقدت هانا بشكل راسخ بحقها في مكاسبها الخاصة لذلك كانت أحيانًا تسرق بعض النقود من محفظته أو كانت تبيع الجبنة سرًا. عندما كانت لوسي طفلة، استاءت كثيرًا من إدارة والدها غير العادلة لمال الأسرة. لكنها أدركت مؤخرًا أنه يجب إلقاء اللوم على العُرف، وأنه من الظلم أن يتم الإعلان فقط أن، «العُرف ضرورة ويجب اتباعه، ويجب أن يتم الحُكم وفقًا له.»
أدركت ستون مبكرًا من الأمثلة التي تقبع أمامها مثل والدتها، والعمة سالي، والجارة التي هجرها زوجها وتركها في فقر مدقع، أن النساء تحت رحمة خِصال أزواجهم الجيدة. قرأت في الكتاب المقدس: «يجب أن تكون رغبات الزوجات لأزواجهم، وعلى أزواجهم أن يحكموهم.» ذُهلت ستون مما يظهر وكأنه العقوبة الإلهية للنساء نتيجة لقهرهم، ولكن عللت بعد ذلك أن هذا الأمر ينطبق على الزوجات فقط. أعلنت ستون أن الحل يكمن في عبارة «لا يوجد أي رجل يُدعى سيدي» ومن ثم عزمت ستون على أن تتحكم في حياتها بنفسها عن طريق عدم الزواج، والحصول على أعلى الشهادات العلمية التي يمكنها نيلها، والاعتماد على نفسها في حياتها الخاصة.

### التدريس ب«أجر المرأة»
عند بلوغها السادسة عشر، بدأت ستون مشوارها في مجال التدريس في مدارس الحي تمامًا كأخوانها وأختها رودا، كان راتبها في البداية 1.00$ في اليوم وهو راتب زهيد جدًا مقارنة بالمدرسين الرجال، وعندما استبدلوها في الشتاء بأخوها بومان، تلقى أجرًا أعلى من أجرها. وعندما قدمت اعتراضًا للجنة المدرسة بأنها درست كل المواد الذي درسها بومان، كان رد المدرسة أنهم يعطونها «أجر المرأة فقط». كان أجر المرأة القليل أحد الحجج التي تقدم لتوظيف المرأة كمعلمات: «لجعل التعليم عالمي يجب أن تكون نفقاته معتدلة، للمرأة نصف راتب الرجل أو أقل». بالرغم من زيادة راتب ستون بسبب خبرتها في المدارس المختلفة، إلا أنها كانت تحصل على 16$ في الشهر وهذا الراتب دائمًا أقل من راتب الرجل.

### «قضية المرأة»
في عام 1836، بدأت ستون في متابعة تقارير الصحف التي تناولت الجدل الذي اشتعل في ولاية ماساتشوستس وأشتهر بـ «قضية المرأة». كان الجدل يدور حول الدور الذي يجب أن تلعبه المرأة في المجتمع وهل يجب عليها أن تكون نشطة وفعّالة في حركة الإصلاحات اليومية، وقد أدت التطورات التي حدثت خلال هذا الجدل إلى ظهور فلسفة متطورة لسنوات عديدة بشأن حقوق المرأة.
رًفضت آلاف الخطابات التي أُرسلت إلى الكونغرس لأن النساء هن من أرسلهن. طالبت النساء بإلغاء الرق وذلك من خلال اتفاقية عقدت في مدينة نيويورك لتقديم العرائض وعرض جهودهم المبذولة، وصرحوا: «بأن الحقوق والواجبات المحددة هي حق مشروع لكل الكائنات الحية.» كما أعلنت النساء عدم الالتزام بالحدود المقررة شرعًا طبقًا «للعرف الفاسد والتعاليم المُحرفة في الكتاب المقدس» وبعدما بدأت الأختان أنجلينا وسارة غريمكي في محادثة جمهور يجمع الرجال والنساء بدلا من النساء فقط كما كان مُتفق عليه، اتفق وزراء الكونغرس في اتفاقية على إرسال خطاب رعوي يدين افتراض النساء «بأن مكان الرجل هو أن يكون مُصلح عام،» ويتحكم في شخصية المحاضرين والمدرسين العامة. حضرت ستون الاتفاقية بصفتها مشاهدة، وكانت غاضبة من الخطاب وأكدت «إذا كان في يدي أن أخطب في العامة، سوف أُفصح عما أريده وأُردده مرارًا بسبب الخطاب الرعوي.»
قرأت ستون «رسائل بشأن مكانة المرأة» لسارة غريمكي، ونشرت فيما بعد باسم «رسائل في مسألة المساواة بين الجنسين». وقالت لأخيها أنهم بذلك أكدوا على عزيمتها «ألا تجعل من أي رجل سيدا.» وقد استخلصت من تلك الرسائل عندما كتبت مقالات كليتها وأخذت منها في محاضراتها الأخيرة عن حقوق المرأة.
التحقت ستون بمدرسة ماونت هوليوك للبنات في عام 1839 وهي في سن الحادي والعشرين، حيث عزمت على تحصيل أعلى المؤهلات التعليمية التي تستطيع نيلها، ولكنها أُحبطت من تعصب ماري ليون في محاربة الرق وحقوق المرأة، وانسحبت ستون بعد فصل دراسي واحد. في الشهر الذي يليه سجّلت في أكاديمية وسليان (كانت تُسمى قبل ذلك أكاديمية ويلبراهام ومونسون)، وقد راقت لها أكثر من سابقتها. وراسلت أخاها: «اتفقت الأغلبية الكاسحة في مجتمعنا الأدبي في اليوم التالي أنه من حق النساء الاندماج في السياسة، والاشتراك في الكونغرس، وغير ذلك.» قرأت ستون على موقع الصحف عن اجتماع الكونيتيكت لمحاربه الرق وإنكار حق آبي كيلي في الحديث أو التصويت، وقد استأجرت مؤخرًا وكيلاً معارضاً للعبودية للعمل في تلك المؤسسة. رفضت كيلي التخلي عن حقها وكانت تحتج في كل مرة يتم فيها الأخذ بالتصويت. كتبت ستون لأخيها: «أنا مُعجبة بطباع آبي كيلي الهادئة والنبيلة، وأتمنى وجود الكثير من تلك الأرواح النبيلة.»
بعد مرور ثلاث سنوات سارت ستون على نهج كيلي. في عام 1843 تنبأ قديس كنيستها بالثورة العارمة بسبب أنشطة محددة تقوم بمناهضة الرق، ويشمل ذلك تأييدها لآراء آبي كيلي المعادية للكنيسة وذلك عن طريق حضورها للمحاضرات واستمتاعها بها في منزله. في الاقتراع الأول رفعت ستون يدها للدفاع عنه. لم يقبل الوزير صوتها مُفسرًا أنها بالرغم من كونها عضوة في الكنيسة فهي ليست عضواً له حق التصويت. أُسوة بكيلي، فقد رفعت يدها بعناد للمشاركة في كل تصويت من الخمسة المتبقين.
أتمت ستون في صيف عام 1841 عامها الأول في أكاديمية مونسون المُختلطة. علمت ستون أن معهد أوبرلين الجامعي في أوهايو بات هو المعهد الأول في البلاد الذي يعترف بالالمرأة وقد مُنحت ثلاث نساء شهادات جامعية. ثم التحقت ستون بكلية كيوبوج في وارن المجاورة، حيث قرأت عن كل من فيرجيل وسوفوكليس، ودرست القواعد اللاتينية واليونانية في إطار استعدادها لامتحان القبول بكلية أوبرلين.

## كلية أوبرلين
في أغسطس 1843 بعد بلوغها سن الخامسة والعشرين سافرت ستون بالقطار والباخرة إلى كلية أوبرلين في أوهايو، وهي أول كلية في البلاد تقبل النساء والأمريكيين من أصل أفريقي. دخلت ستون الكلية معتقدة أن المرأة يجب أن تصوت وتتولى المناصب السياسية، وأن المرأة يجب أن تدرس المهن الكلاسيكية وتكون قادرة على التعبير عن آرائها في منتدى عام. تجدر الإشارة إلى أنه لم يتم تبني كل هذه الأفكار التقدمية من قبل كلية أوبرلين في ذلك الوقت.
درست ستون مع أنطوانيت براون في السنة الثالثة في الكلية، وكانت براون ناشطة في حقوق المرأة وعضوة في حركة سوفرجت لحقوق المرأة، والتحقت بكلية أوبرلين في عام 1845 لكي تصبح وزيرة. كما تزوجتا أخوين ناشطين في مجال حقوق المرأة.

### إضراب لمساواة الأجر
أرادت ستون أن تحصل على نفقات كليتها عن طريق التدريس في أحد المعاهد ذات الأقسام الأقل مستوى. لكن بسبب سياسة تلك المعاهد بعدم توظيف طلاب الفرقة الأولى كمدرسين، حصلت ستون على وظيفة ربة منزل في أحد المدارس النائية في عطلة الشتاء، بدلا من أن تقوم بالتدريس، وكان ذلك ضمن برنامج المدرسة للعمل اليدوي. كان مرتبها ثلاثة سنت في الساعة؛ وهو راتب أقل من نصف ما يتحصل عليه الطلاب الذكور من ذات البرنامج. اتخذت ستون بعض الإجراءات لتقليل نفقاتها، وذلك بإعداد وجباتها بنفسها في غرفة سكنها. وفي عام 1844، أصبحت ستون مُدرسة علم حساب في قسم السيدات، لكن كانت تتقاضى راتبا ضئيلا لكونها أنثى.
اعتمدت كلية أوبرلين سياسات تعويضات تعتمد على العمل الذي يقوم به الموظفون، وكان الرجال والنساء يحصلون على نفس الأجر. كانت ستون تستيقظ في الساعة الثانية يوميا لتقوم بعملها ودراستها، مما أدى إلى تدهور صحتها. قررت ستون في فبراير في عام 1845 عدم الاستمرار في هذا النظام الغير العادل وراسلت لجنة إدارة الكلية عن الأجر الذي تتقاضاه، وهو نفس الأجر الذي يتقاضاه الرجال الأقل منها خبرة بسنتين! وتم رفض طلبها فقررت ترك وظيفتها. قام البعض بالدفاع عن ستون لاستعادة وظيفتها وقد صرح طلابها السابقون بأنهم «سيقاضون ستون بما تستحقه» إذا لم تستطع الكلية القيام بذلك. في ذلك الوقت أخذت ستون من والدها المال بعد نفاذ ما لديها ولكن فرانسيس ستون تخلى عن وصف ابنته بصاحبة الصراعات ووعدها بإعطائها المال الذي تحتاجه. فيما بعد لم تكن بحاجة إلى المساعدة من المنزل حيث أنه بعد ثلاثة أشهر تراجعت الكلية وأرسلت لستون من جديد وسوّت أجرها بحيث تتقاضى هي وزميلاتها الإناث ذات الأجر الذي يتقاضاه زملاءها من المدرسين الرجال.

### الخطابة العامة

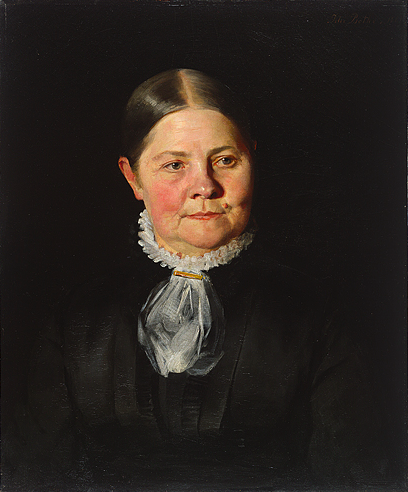
لوسي ستون

أشارت ستون إلى آبي كيلي فوستر في فبراير عام 1846 بأنها فكرت في أن تُصبح خطيبة للعامة، ولكن بعد عاصفة الجدل الهوجاء التي اثيرت في الصيف التالي حول حديث فوستر في كلية أوبرلين وتقريرها عن مصيرها. أثارت معارضة الكلية لفوستر مناقشة حماسية عن حقوق المرأة بين الطلاب، وخصوصا فيما يتعلق بحق المرأة في التحدث أمام العامة. ودافعت ستون بحيوية عن هذا الحق في اجتماع مختلط ضم رجال ونساء من المجتمعات الأدبية. تابعت ستون أنها قامت بإلقاء أول خطاب أمام العامة في مظاهرة نشأت في حرم الجامعة في كلية أوبرلين في الأول من أغسطس وكان ذلك في إحياء ذكرى تحرير جزر الهند الغربية.
في خريف عام 1846، أبلغت ستون أسرتها بنيتها في أن تُصبح مُحاضرة عن حقوق المرأة. وعند إعلانها ذلك، دعمها أخوانها وشجّعها والدها بالقيام بما تعتقد أنه واجبها، ولكن على عكس هؤلاء، توسلت الدتها وأختها الوحيدة لها بأن تُعيد النظر في هذا الموضوع. وكانت أحد مخاوف والدتها هو أن يتم نبذ ابنتها، ولكن ستون أكدت أنها تعلم أنه من الممكن أن يتم التقليل من شأنها وكرهها، ولكن يجب عليها «السعي وراء النهج السلوكي الذي يبدو بالنسبة لي أفضل الحسابات لتعزيز الخير في العالم.»
حاولت ستون فيما بعد اكتساب خبرة عملية في الخطابة. بالرغم من أنه كان يُسمح للنساء أن يتناقشوا مع بعضهم البعض في ذلك الوقت في مجتمعهم الأدبي، إلا أنه كان يُعتبر من غير لائق للنساء أن يشاركوا في مناظرات مع الرجال. كان من الواجب على النساء الأعضاء في فصل الخطابة بالجامعة أن يتعلموا عن طريق متابعة زملائهم الرجال. لذلك قامت كلا من ستون وطالبة الصف الأول أنطوانيت براون -التي أرادت أن تطور مهاراتها في الخطابة العامة- بتنظيم نادي للنساء للمناقشة خارج الحرم الجامعي. بعد حصولهم على قدر من الكفاءة، سعوا وحصلوا على إذن لمناقشة بعضهم البعض أمام فصل ستون للخطابة. جذبت المناقشة اهتمام العديد من الطلاب المستمعين بالإضافة إلى انتباه إدارة الكلية أيضًا –التي قد منعت حديث المرأة في الفصول المختلطة آنفًا. بعد ذلك بوقت قصير، قبلت ستون تحدي من محرر سابق لصحيفة معارضة لعقد مناظرة عامة عن حقوق المرأة، ودحضته على نحو مُذهل. ثم أرسلت ستون العريضة إلى إدارة الكلية، وقد تم توقيعها من قبل معظم زملائها في الفصل وطالبت ستون أن تختار المرأة أن يتم عرض مقالاتها للتخرج بأنفسهم –كما يتم تكريم الرجال بذبك- بدلا من أن يتم قرائها من قِبل أعضاء الكلية. عندما رفضت إدارة الكلية ذلك وتم انتخاب ستون لكتابة مقال، امتنعت ستون وعللت بأنه لا يمكنها أن تدعم مبدأ يُنكر المرأة «ميزة كونها عامل مساوِ للرجل في أي مجال تسمح لهم قدراتهم أن يكونوا على قدم المساواة مع الرجل.»
حصلت ستون على شهادة البكالوريوس من جامعة أوبرلين في 25 أغسطس عام 1847، وبذلك أصبحت أول امرأة تتخرج من جامعة في مدينة ماساتشوستس.

## التدريب ضد العبودية

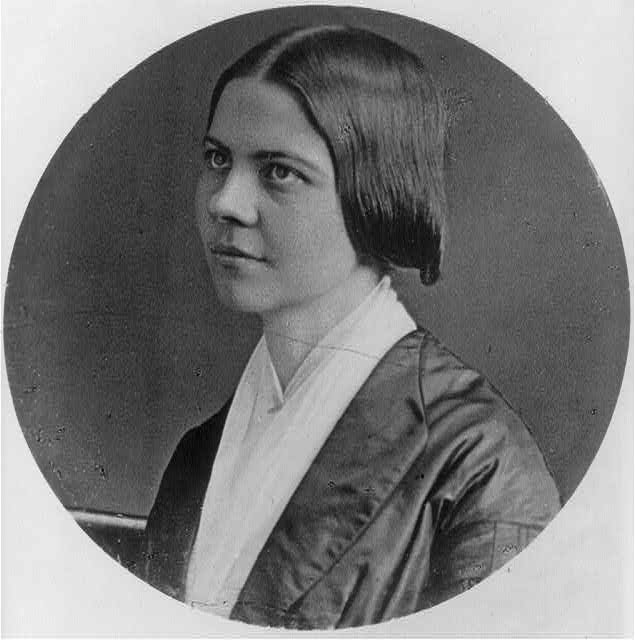
لوسي ستون وهي شابة

في خريف عام 1847؛ قدمت لوسي ستون محاضراتها الأولى حول حقوق المرأة أمام العامة في كنيسة أخيها بومان في غاردنر، ماساتشوستس، والثانية في وارن المجاورة. وفي يونيو عام 1848 أصبحت ستون وكيلة لإلقاء المحاضرات في جمعية نيو إنجلاند لمكافحة الرق [الإنجليزية]، أقنعتها آبي كيلي فوستر بأن الخبرة ستمنحها التدريب الملائم للخطابة الذي كانت دائمًا تشعر بحاجته قبل بدء حملتها عن حقوق المرأة. أثبتت ستون على الفور أنها محاضرة مُؤثرة؛ مارست قوة إقناع لا نظير عليها على مُستمعيها. وُصفت ستون بأنها: «ذات هيئة وديعة وجسم ضئيل، ولها أسلوب متواضع ورائع. بالإضافة إلى كونها رصينة، وعاقدة العزم كتحمل القديس الكنسي.» أحد قدراتها الرائعة بالإضافة إلى قدرتها المُثلى في رواية القصص التي تستجدي دموع المستمعين أو ضحكاتهم على حسب ما تريد، هو صوتها غير العادي الذي قارنه المعاصرون بصوت «الجرس الفضة» الذي يُعد «آداة رائعة لا مثيل لها للتأثير يستخدمها المتحدث.»
بالإضافة إلى مساعدة منظمة محاربة العبودية في تطوير شخصية ستون كخطيبة، فقد قدمتها المنظمة إلى شبكة المصلحين المتقدمين في جناح الجاروسونين لحركة (الإلغائية) لحقوق المرأة والتي ساعدتها في عملها في هذا المجال. استقبلت ستون في خريف عام 1848 دعوة من فيبي هاثاواي في فارمينغتون، نيويورك لإلقاء المحاضرات للنساء الذين قاموا بتنظيم معاهدة سينيكا فولز وروشيستر لحقوق المرأة في وقت مُبكر من هذا الصيف. قبلت ستون العرض وتوقعت أن يبدأ عملها في خريف عام 1849 إلا أن المنظمة لم تُبدي أي خطوات جدية. بعد ذلك تم دعوة ستون لإلقاء المحاضرات لمجتمع فيلادلفيا الأنثوي لمحاربة الرق، واستغلت لوكريتيا موت الفرصة لوجودها وعقدت أول اجتماع لحقوق المرأة في بنسلفانيا في الرابع من مايو عام 1849. أعدت ستون أول حملات العريضة في ماساتشوستس عن حقوق المرأة للتصويت والمشاركة في الحياة العامة وذلك بالمشاركة مع أعضاء حركة الإلغائية. صاغت ويندل فيلبس أولى العرائض والالتماسات المرفقة للتداول، وقام وليام لويد جاريسون بتحريرها ونشرها للقراء لنسخهم وتداولهم. عندما أرسلت ستون العرائض إلى اللجنة التشريعية في فبراير 1850، حاضرت لأكثر من نصف المدينة.

## الاتفاقية الوطنية لحقوق المرأة
في أبريل عام 1850، عقدت اتفاقية حقوق المرأة في منطقة ساليم في أوهايو، وصدرت عريضة تطالب بتسجيل الاتفاقية في دستور الدولة لضمان حق المرأة في المساواة قانونيا وسياسيا، بالإضافة إلى حق المرأة والسود في التصويت. وفي تلك الفترة ألقت ستون خطابا تُشيد فيه بمبادرتهم «ينبغي على ماساتشوستس أن تتخذ زمام المبادرة في العمل الذي سنقوم به من الآن، وإذا اختارت أن تطيل والسماح لشقيقاتها الصغار من الغرب أن تضرب أمثلة جديرة بالذكر، وفي حالة حياة روح المناضل، سنتعهد بمدينة ماستشوستس لتتبعها.» طالب بعض القادة من ستون ولوكريتيا موت أن يرسلوا اتفاقية الدستور نيابة عنهم ولكنهم مؤمنون بأن مثل هذه النداءات يجب أن تصدر من سكان الدولة فرفضتا القيام بذلك.
نظمت ستون في الثلاثين من مايو 1850 اجتماع بالتعاون مع غاريسون وناشطين آخرين في حركة الإلغائية وتم عقد الاجتماع في قاعة بوسطن ميلودن وهي «أول اتفاقية قومية عن حقوق المرأة.» ترأست بولينا رايت ديفيس بالتعاون مع ستون مناقشة جمهور كبير وعملتا سكرتيرة. تم تعيين سبع نساء لتنظيم المؤتمر، قامتا كلا من ديفيس وستون بإجراء المباحثات اللازمة للحصول على توقيعات الدعوة، وتعيين المتحدثين والجمهور.
قبل بضعة أشهر من الاتفاقية، أصيبت ستون بحمى التيفوئيد أثناء سفرها في ولاية إنديانا وكادت أن تفارق الحياة. بسبب طول فترة مرضها تولت ديفيس الدور الأساسي في تنظيم الاتفاقية الوطنية لحقوق المرأة الافتتاحية. عُقد المؤتمر في 23-24 أكتوبر 1850 في برينلي هول في وورسيستر، ماساتشوستس، واستقطب ما يقرب من ألف شخص. تمكنت ستون من حضور مؤتمر ورسستر، لكن صحتها المنهكة حدت من مشاركتها النشطة، وامتنعت عن إلقاء خطاب رسمي حتى الجلسة الختامية.
في المؤتمر تم الإقرار بعدم إنشاء رابطة أساسية، ولكن يقومون بإنشاء مؤتمر سنوي له لجان دائمة تقوم بمهام: ترتيب اجتماعاتها، نشر قراراتها، وتنفيذ خطط معتمدة للعمل وفقًا لها. شغلت ستون اللجنة الأساسية التي ضمت تسع رجال وتسع نساء. في الربيع التالي أصبحت ستون سكرتيرة اللجنة، واحتفظت بهذا المنصب حتى عام 1858 باستثناء عام واحد. أثناء عملها سكرتيرة، تقلدت ستون منصب القيادة في تنظيم وترتيب جدول أعمال الاتفاقيات الوطنية خلال العقد.

## خَطيبة حقوق المرأة
أثناء حضور ستون الاجتماع السنوي لمحاربة المجتمع للعبودية في إنجلترا الجديدة في مايو 1851 في بوسطن، ذهبت إلى معرض تمثال قوة حيرام للرق اليوناني. تأثرت ستون كثيرًا بالتمثال المنحوت عندما ألقت كلمتها في الاجتماع في ذاك المساء، وقد تعلق قلبها بالتمثال الذي أصبح رمزًا للأمومة. تحدثت ستون عن لوم الوكيل العام للمجتمع صامويل ماي جر- لها على الحديث الذي ألقته عن حقوق المرأة في اجتماع محاربة الرق، وردت ستون «أنا امرأة قبل كوني ناشطة، لذلك يتوجب عليّ الحديث عن حقوق المرأة.» أخطرت ستون ماي بعد ثلاثة أشهر أنها تنوي إلقاء محاضرة حول حقوق المرأة بدوام كامل ولن تعمل في مجال محاربة العبودية. بدأت ستون حياتها المهنية كمُحاضرة مستقلة تُلقي أحاديثها عن حقوق المرأة في الأول من أكتوبر 1851. حاولت ماي أن تضغط عليها لمواصلة العمل في محاربة العبودية، وافقت ستون أن تحاضر في جمعية محاربة العبودية في ماساتشوستس في يوم الأحد من كل أسبوع. استخدمت ستون سياسة الدفع لعملها في محاربة العبودية لتغطية مصاريف محاضراتها المستقلة حتى شعرت بالثقة الكاملة لتحمل المسؤولية وكان ذلك في إطار ترتيبها لمحاضرات حقوق المرأة الذي يخص الالتزامات المالية.

### تغير الزي
عندما اسـتأنفت ستون محاضراتها في خريف عام 1851، ارتدت نمط جديد من الثياب، الذي كانت قد تبنته أثناء فترة نقاهتها الشتوية، وهو عبارة عن سترة قصيرة فضفاضة، وسروال فضفاض تحت جونلة تتدلى تحت الركبتين لانشات قليلة. ظهر هذا الرداء نتاجا لحركة الإصلاح الصحي ليحل محل الزي الفرنسي الأنيق؛ صدرية ضيقة فوق مشد مصنوع من عظمة الحوت، تتدلى على الأرض بضع انشات، ويتم ارتدائها فوق طبقات عديدة من التنورات الداخلية المنسوجة من القش أو شعر الخيل. 

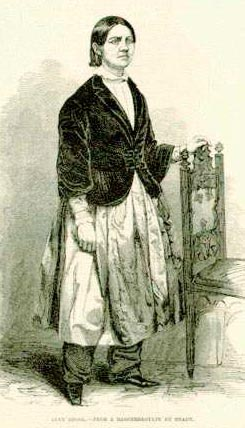
تم نشر صورة للوسي ستون وهي ترتدي السروال النسوي في عام 1853.وجونلة

 في خريف عام 1849 حثت صحيفة واتر-كيور النساء لابتكار نظام جديد الذي يسمح للنساء بحرية الحركة، نتيجة لذلك ارتدت النساء في جميع أنحاء الدولة بعض أشكال السراويل القصيرة والجونلات القصيرة وبصفة عامة ما يُعرف «بالزي التركي» أو "الفستان الأمريكي." وقد ارتداه النساء كزي المشي أو زي البساتين، ولكن كاتب الرسالة إلى الاتفاقية الوطنية لحقوق المرأة حثت النساء على تبنيه كزي شائع.
بحلول خريف عام 1851 كانت النساء يرتدن الفستان أمام العامة. في مارس صرحت أميليا بلومر- محررة صحيفة الاعتدال «ذا ليلي»- أنها ارتدت هذا الزي وطبعت وصف لردائها وتعليمات حول كيفية صنعه. ثم أطلقت الصحف عليها اسم «ثياب بلومر» والتصق الاسم بهذا النوع من الثياب.
أصبح زي بلومر موضة ذائعة الصيت في الأشهر التالية حيث قام النساء من مدينة توليدو إلى مدينة نيويورك، ومدينة ويل وماساتشوستس بتغير الزي في المناسبات الاجتماعية والاحتفالات. جمع مؤيدي الفكرة توقيعات بشأن «إعلان الاستقلال من استبداد الموضة الباريسية» ونظموا جمعيات لتغير الزي. فئة قليلة من الجاريسونين المؤيدين لحقوق المرأة قاموا بدور بارز في هذه الأنشطة وعرض أحدهم الحرير على أصدقاءه الذين من الممكن أن يصنعوا منه الجونلة القصيرة أو السروال القصير لنسج المظهر العام للفستان. وقد قبلت ستون العرض.
ارتدت ستون هذا النوع من الثياب أثناء إلقاء المحاضرات في خريف عام 1851 وكان هو أول فستان بلومر مميز من هذا الطراز لم يرى المستمعين له مثيل من قبل. ولكن في تلك الأثناء كان الزي مثار جدل. بالرغم من إشادة الصحف بالزي في البداية باعتباره عملي، سرعان ما تحولوا إلى السخرية والاستنكار معللين ذلك بأن هذا السروال هو رمز لاغتصاب السلطة من الرجل. تراجعت العديد من النساء إزاء هذا النقد، ولكن ستون استمرت في ارتداء الفستان القصير لمدة ثلاث سنوات تالية. وتبنت الشعر القصير حيث كان طوله عند الفك. بعد إلقاء المحاضرة في مدينة نيويورك في أبريل عام 1853، ظهر تقرير عن خطابها في مجلة إليسترات نيوز مصاحبا للآراء عن زي بلومر الذي ظهرت به.
وجدت ستون الرداء القصير مناسب لسفرها ودافعت عنه ضد هؤلاء الذين اعتبروه عامل مضاد يؤذي قضية حقوق المرأة. بالرغم من ذلك لم يرق لها الانتباه الشديد الذي تحصل عليه بمجرد وفودها على مكان جديد. أضافت ستون للرداء بعض الانشات لجعله أطول وذلك في استخدام عرضي وكان هذا في خريف عام 1854. وفي عام 1855 تخلت ستون عن هذا الرداء بالكامل ولم تشارك في تشكيل الجمعية الوطنية لتغير الزي في فبراير عام 1856. ووجه إليها انتقادات لاذعة بسبب طول الجونلة، وقامت بعض النساء القائدات بانتقادها مثل- جيريت سميث وليديا ساير هاسبروك- واتهموا ستون بالتضحية بالمبادئ من أجل إرضاء الزوج!

### جولة غربية
في الرابع عشر من أكتوبر عام 1853، تناولتا ستون ولوكريتيا موت أول اجتماع لحقوق المرأة في سينسيناتي، وذلك عقب اتفاقية حقوق المرأة التي عقدت في كليفلاند بولاية أوهايو. تمت إدارة الاجتماع بواسطة هنري بلاكويل، وهو رجل أعمال محلي من أسرة تتكون من نساء ذات قوة، واهتم هنري كثيرًا بقضية ستون. بعد هذا الاجتماع الناجح، وافقت ستون على عرض بلاكويل للترتيب لجولة محاضرات في الدول الغربية –ولاية بنسلفانيا وولاية فرجينيا. عقب الثلاثة عشر الأسبوع التالي، ألقت ستون أكثر من أربعين محاضرة في ثلاثة عشر مدينة. وقد تم كتابة تقرير في صحيفة نيويورك تريبيون أن ستون أكدت أنها أثارت الغرب تجاه قضية حقوق المرأة «نادرًا ما يتم إثارة الغرب لأي قضية مهما كانت.» بعد أربع محاضرات في لويزفيل توسل الجميع هناك لإعادة المنهج بالكامل وأخبروها أنها لها تأثير كبير هناك ليس له مثيل في أي مكان آخر. كتبت صحيفة انديانابوليس أن ستون «صنفت ثلثي النساء بعد عرض قضية حقوق المرأة مجذومين، وأن نصف الرجال في وضعية مشابهه.» أكد سانت لويس أن محاضرات ستون أثرت في حشد هائل هناك، وأن القاعة كانت حاشدة بالمستمعين فوق طاقتها التي تقدر بألفي شخص. وقد أشادت أوراق شيكاغو بمحاضراتها باعتبارها الأفضل في الموسم ووصفوا المناقشة والحوار بالملهم في منازل المدينة والأماكن المخصصة للاجتماعات. عندما ترأست ستون وحدة سكنية في يناير عام 1854 خلفت ورائها نفوذ هائلة.
منذ عام 1854 إلى عام 1858 حاضرت ستون عن حقوق المرأة في مدينة ماساتشوستس، ومين، ونيو، وهامبشاير، وفيرمونت، وكونيتيكت، ورود آيلاند، ونيويورك، وبنسلفانيا، وديلاوير، ونيوجيرسي، وواشنطن العاصمة، وأوهايو، إنديانا، وإلينوي، وميشيغان، ويسكونسن، وأونتاريو. كتبت إليزابيث كادي سانتون فيما بعد «لوسي ستون هي المتحدثة الأولى التي سلبت قلوب الجميع في قضية حقوق المرأة.»

## العرائض وجلسات الاستماع

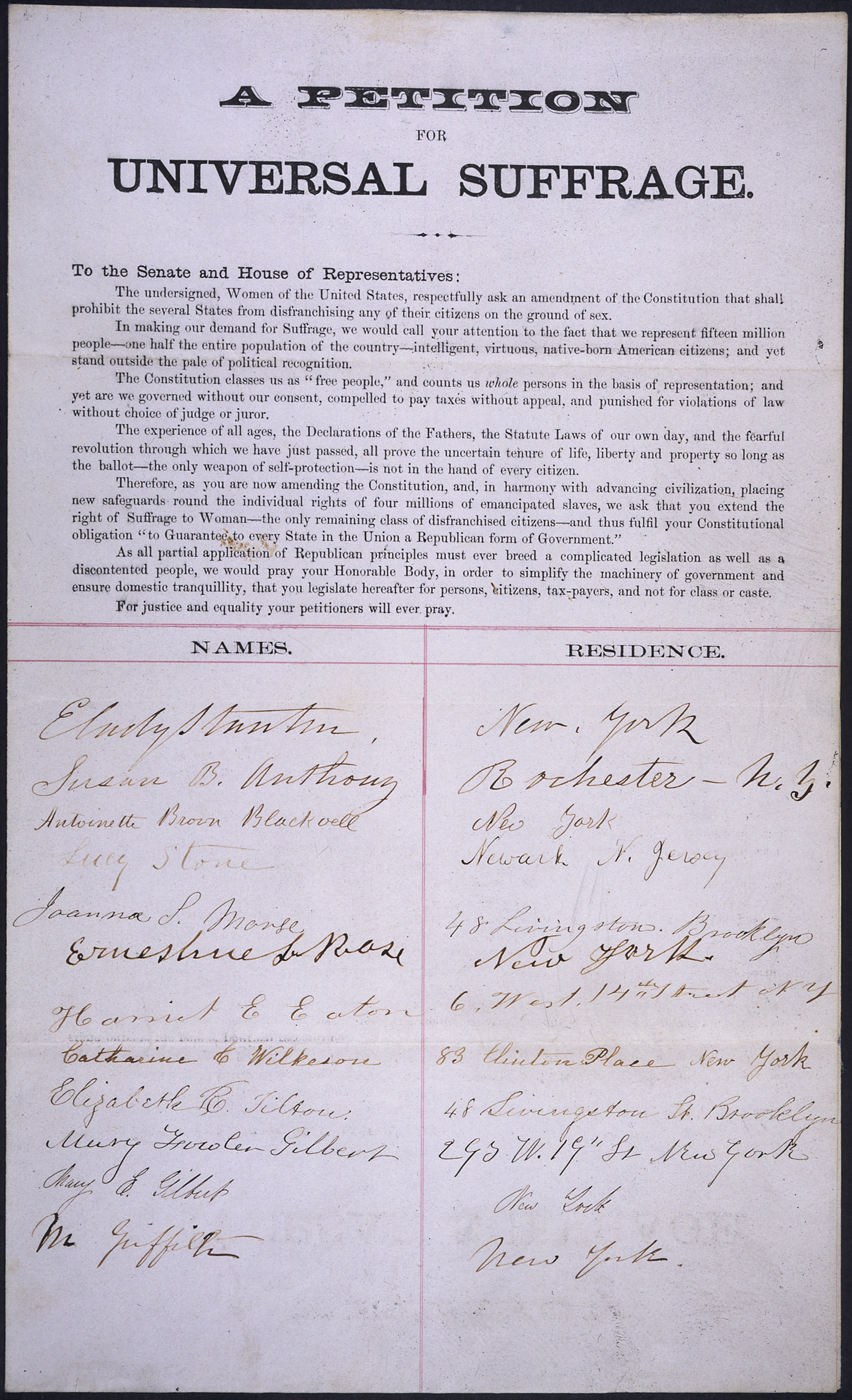
عريضة قام بالتوقيع عليها كلا من كادي سانتون، وسوزان أنتوني، ولوسي ستون، وآخرين.

بالإضافة إلى كونها أبرز المتحدثين عن حركة حقوق المرأة، قادت لوسي ستون حركة الجهود لكتابة العرائض. بدأت ستون جهودها في العرائض في إنجلترا الجديدة والعديد من الدول الأخرى، وساعدت في تقديم العرائض للدولة وللمنظمات الحكومية في نيويورك، وأوهايو، وانديانا.

### ماساتشوستس
بعد تقديم عريضة في ماساتشوستس بشأن الهيئة التشريعية لحق المرأة في التصويت والعمل في المكاتب العامة منذ عام 1849 إلى عام 1852، كان هدف ستون في الاتفاقية التي عقدت في الرابع من مايو 1853 هو إعادة صياغة دستور الدولة. صاغ ويندل فيلبس عريضة يطالب فيها بذكر كلمة «رجل» والتصرف حيالها كما هو مذكور في الدستور، وحث مواطني ماساتشوستس للتصديق عليها. بعد جمع الأصوات من كل أنحاء الدولة لمدة تسعة أشهر، أرسلت ستون عريضة المعاهدة ومعها ما يزيد على خمسة آلاف توقيع. في السابع والعشرين من مايو عام 1853، خاطبت ستون وفيلبس لجنة الاتفاقية بشأن مؤهلات المدلين بأصواتهم. وفي تقارير الاستماع لستون، أشارت صحيفة ليبراتور «لم يحدث في تاريخ العالم من قبل في أي دولة في العالم أن تقف امرأة وتتحدث علنا في قاعة التشريع وتمثل نفسها، وتطالب بأن يكون لها الحق في المساواة في صياغة القوانين وتحديد عمل الحكومة.»

### حملات في دول متعددة
دعت ستون في اتفاقية حقوق المرأة في إنجلترا الجديدة في بوسطن في الثاني من يونيو عام 1854 إلى توسيع جهودها لكتابة العرائض. تبنت الاتفاقية قرارها في تقديم العرائض في الهيئات التشريعية الست في إنجلترا الجديدة بالإضافة إلى أنماطها المقترحة للعريضة. وأوكلت الاتفاقية مهام العمل في كل دولة إلى لجنة معنية بذلك. في خطاب لها قبل معاهدة حقوق المرأة الثانية في إنجلترا الجديدة والتي تم عقدها في يونيو عام 1855، أجزمت ستون فيه أن أحد الأمور التي تحتاجها النساء في حق التصويت هو المحافظة على المكاسب التي تحققت سلفًا، وذكرتهم أن «أن اللجنة التشريعية القادمة ستقوم بمراجعة كافة الأعمال التي تم صنعها للمرأة.» تبنت المعاهدة قرار يُدعى «الاقتراع: سيف المرأة ودرعها، وهوأهم الوسائل لتحقيق وحماية الحقوق المدنية،» وحثت المعاهدة بأن تجعل للاقتراع الأولوية العُطمى.
المعاهدة الوطنية القادمة لحقوق المرأة تم عقدها في سينسيناتي في يومي 17 و18 أكتوبر عام 1855. وفي هذه المعاهدة ألقت ستون تصريحات ارتجالية أصبحت مشهورة فيما بعد بما يُعرف بخطابها «المخيب للآمال.» عندما عارض شخص الإجراءات واصفًا المتحدثات بأنهم «قلة من النساء المحبطات» ردت عليه ستون بالإيجاب وأنها بالفعل «امرأة محبطة.» «خيبة الأمل تمثل جزء كبير من حياة المرأة؛ في التعليم، والزواج، والدين، وفي كل شيء. يجب أن يكون هدفي الأسمى في حياتي هو تعميق خيبة الأمل في قلب كل امرأة حتى تتعود عليها ولا تنحني لها أبدًا.» اعتمدت الاتفاقية قرار ستون الذي يطالب بمداولة العرائض ومؤكدًا أن «واجب كل امرأة في دولتها الخاصة هي مطالبة المشرعين بالحق في الانتخاب.» انتشرت عرائض حق الاقتراع في أعقاب الاتفاقية في نيو إنجلاند، وفي ولاية أوهايو، وإنديانا، وإلينوي، وميتشيغان، ويسكونسن، ونتج أيضًا عن ذلك جلسات اقتراع تشريعية في ولايتي نبراسكا ويسكونسن. انتقلت اميليا بلومر مؤخرا إلى ولاية ايوا بالقرب من حدود نبراسكا وعملت في هذه المنطقة، في حين كلفت جمعية المرأة في إنديانا واحد على الأقل من مسؤوليها في مؤتمر سينسيناتي بمباشرة العمل في ولاية إنديانا. ساهمت ستون في اطلاق حملة نيويورك الخاصة باتفاقية الدولة لحقوق المرأة في ساراتاجا سبرينغز في أغسطس. كما قامت بتجنيد العمال في اتفاقية كليفلاند للقيام بذلك بالإضافة إلى العمل في ولايات إلينوي، وميتشيغان، وأوهايو. تولت ستون مسؤولية العمل في ولاية أوهايو، حيث منزلها الجديد في الدولة، وقامت بصياغة العرائض، ونشرها في صحف أوهايو، وتداولها في أثناء محاضراتها في جنوب ولاية أوهايو وذلك في أثناء عملها التجنيدي في شمالي البلاد. كما حاضرت ستون في كلا من ولايتي إلينوي وانديانا لضمان تحقيق مطالبها هناك، كما قدمت عملها في ويسكونسن بشكل شخصي حيث وجدت متطوعين لنشر العريضة ومشرعين لعرضهم في مجلسي الهيئة التشريعية.
في الاتفاقية الوطنية لعام 1856 قدمت ستون إستراتيجية جديدة اقترحتها انطوانيت براون بلاكويل لإرسال نصب تذكاري لمختلف المجالس التشريعية في الولايات والتي قام بالتصديق عليها المسؤولين عن الاتفاقية الوطنية لحقوق المرأة. تزوجت أنطوانيت براون صامويل تشارلز بلاكويل في 24 يناير عام 1856 وبذلك تكون قد تزوجت من أخ ستون. كون كلا من ستون وبراون بلاكويل وإرنستين روز لجنة لتنفيذ برنامجهم. صاغت ستون الاستئناف وطبعته وأرسله براون بلاكويل عبر البريد إلى خمسة وعشرين مجلسا تشريعيا بالدولة. أشارت كلا من بنسلفانيا وانديانا غلى النصب التذكارية لتحديد اللجان، بينما منحت كلا من ماساتشوستس ومين الجلسات. في 6 مارس 1857 قام كلا من ستون وويندل فيليبس، وجيمس فريمان كلارك بمخاطبة اللجنة القضائية التابعة لمجلس الشيوخ في مدينة ماساتشوستس، وفي يوم 10 مارس اختار كلا من ستون وفيليبس لجنة مختارة من المجلس التشريعي في ولاية مين.

## الزواج
بدأت خطبة هنري بلاكويل لستون -التي دامت عامين- في صيف عام 1853. أعربت له ستون عن عدم رغبتها في الزواج لأنها لاترغب في أن تتخلى عن سيطرتها على حياتها الخاصة كما أنها لا تتحمل الموقف القانوني الذي تشغله المرأة المتزوجة. على الرغم من القانون استطاع بلاكويل خلق مساواة بين الزوجين يحكمها اتفاق متبادل. كما أنهم من الممكن أن يخطو لحماية الزوجة ضد القانون الظالم، مثل جعل ممتلكاتها في أيدي وصي عليها. كما آمن أيضا أن الزواج يسمح للزوجين بإنجاز ما لا يمكنهما القيام به كلا على حدة. ولإظهار كيف سيساعد مسبقا في عمل ستون، قام بترتيب جولات ستون في عام 1853 التي قامت فيها بالمحاضرة وحققت نجاحا باهرا. بعد أكثر من ثمانية عشر شهرا خطوبة كانت تتم فيها الاتصالات عن طريق المراسلة ناقش كلا من ستون وبلاكويل طبيعة الزواج الفعلية والمثالية وكذلك طبيعتهم الخاصة ومدى ملاءمتها للزواج. أحبت ستون بلاكويل تدريجيا ووافقت على الزواج به في نوفمبر  1854.

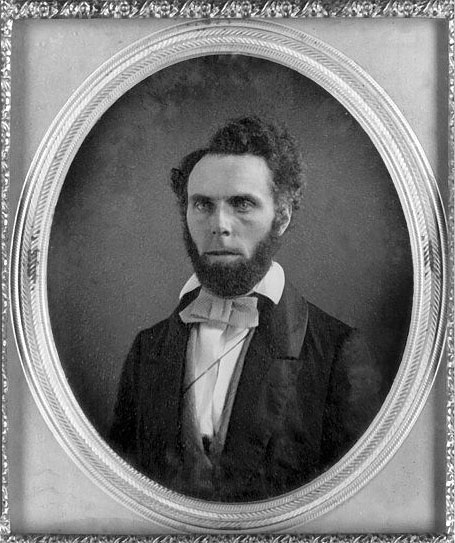
هنري براون بلاكويل

اتفق ستون وبلاكويل على اتفاق خاص يهدف إلى الحفاظ على الاستقلال المالي لستون وحريتها الشخصية. فيما يخص الأمور المالية اتفقا أن يكون زواجهما أشبه بشراكة عمل يكون فيها الشركاء «ملاك مشتركين لكل شيء باستثناء الأعمال السابقة.» لا يحق لأحدهما المطالبة بأراضِ يملكها الآخر، ولا يوجد أي التزامات بتكليف الطرف الآخر بالاحتفاظ بها. على الرغم من كونهم متزوجان ويقطنان نفس المنزل يتشاركان المال. وفي حالة الانفصال، تتخلى عن المطالبة بالأموال اللاحقة. لكل منهما له الحق في التصرف في ممتلكاتهم فيما عدا أن يكون لديهم أطفال. وبالرغم من اعتراض بلاكويل، أصرت ستون على دفع نصف نفقاتهم المشتركة ورفضت أي دعم لها. بجانب الاستقلال المالي، وافق كلا من ستون وبلاكويل أن يتمتع كلا منهما بالاستقلال الشخصي والذاتي: «لا يجوز لأي طرف محاولة تعديل الإقامة، والعمل، وعادات الآخر، ولا يجوز لأي طرف أن يشعر بالإلزام في الحياة مع الآخر فيما عدا أن يكون هذا مقبولا لكليهما.» في أثناء مناقشتهم عن الزواج، أهدت ستون إلى بلاكويل كتاب هنري رايت "الزواج والشراكة أو العنصر الإنجابي في الإنسان: وسيلة إلى سموه وسعادته" وطلبت منه أن يقبل المبادئ الواردة فيه باعتبارها الأساس الذي يجب أن تقوم عليه العلاقة بين الرجل وزوجته. أوضح رايت في كتابه أن المرأة هي من تتحمل نتائج الجماع إذن الزوجات هن من يحكمن إقامة العلاقة الزوجية. طبقا لهذا الرأي، وافق بلاكويل أن تختار ستون «متى وأين وكيف» تصبح أم. بالإضافة إلى هذا الاتفاق الخاص، اعترض بلاكويل على القوانين والقواعد والأعراف التي تمنح حقوق فائقة للأزواج كجزء من مراسم أي زواج، وتعهد بعدم اتباع مثل هذه القوانين.
تمت مراسم الزفاف في منزل ستون في ويست بروكفيلد في ماساتشوستس وكان ذلك في الأول من مايو عام 1855 بوجود صديق ستون المقرب وزميلها في العمل توماس وينتورت هينغستون الذي شهد على الزواج. أرسل هينغستون نسخة من اعتراض ستون وبلاكويل إلى مراقبة ووستر وانتشرت بعد ذلك في أنحاء البلاد. يرى بعض النقاد أن مثل تلك الزواج اعتراض ضد الزواج نفسه، يوافق البعض الآخر معللا أنه لا يجب على أي امرأة أن تقر بمثل هذا الوضع القانوني بدون تلك الاعتراضات الرسمية ضد الاستبداد الذي يجبرها على التخلي عن الزواج أو الأمومة، أو يؤدي بها إلى التدهور القانوني الذي تعاني منه المرأة المتزوجة. وقد شجع هذا النوع من الزواج العديد من المقبلين على الزواج لاتخاذ مثل هذه الاعتراضات عند إتمام مراسم زفافهم.

### الاحتفاظ باسمها
اعترضت ستون على عادة تخلي الزوجات عن ألقابهن واتخاذ لقب أزواجهن واعتبرته من ضمن مظاهر الفناء القانوني لهوية المرأة المتزوجة. واستمرت ستون بعد زواجها مباشرة، وبموافقة زوجها بالمراسلة والتوقيع باسم «لوسي ستون» أو «لوسي ستون- فقط». لكن في خلال فصل الصيف، حاول بلاكويل تسجيل عقار لملكية ستون، ولكن أصر المسجل أن يتم تسجيله باسم «لوسي ستون بلاكويل». استشار الزوجان سالمون تشيس، صديق بلاكويل ومحامي سينسيناتي ورئيس قضاة المحكمة العليا في الولايات المتحدة فيما بعد، ولم يستطع إجابتهم على الفور بشأن صحة الإمضاء باسمها قانونيا. واستمرت ستون بالإمضاء في مراسلاتها الخاصة باسم لوسي ستون، ولكنها كانت تمضي في الوثائق العامة باسم لوسي ستون بلاكويل، وسمحت لنفسها بذكر اسمها في إجراءات الاتفاقية والتقارير الصحفية. وبعد أن أكد لها تشيس أن القانون لا يجبر المرأة المتزوجة على تغير اسمها، قامت ستون بإعلان عام في السابع من مايو 1856 في اتفاقية الجمعية الأمريكية ضد العبودية التي أقيمت في بوسطن أن اسمها لا يزال لوسي ستون. وفي عام 1879 عندما تم منح النساء في بوسطن حق الانتخاب، سجلت ستون للإدلاء بصوتها. أخبرها المسؤولين أنها لن يتم السماح لها بالتصويت إلا في حالة إضافة اسم «بلاكويل» إلى إمضاءها. ولكنها رفضت القيام بذلك ولم تقم برفع دعوى قضائية في المحكمة بسبب بذل وقتها وجهدها في أعمال الاقتراع.

### الأطفال
أنجب ستون وبلاكويل ابنة واحدة- آليس ستون بلاكويل. ولدت آليس في 14 سبتمبر 1857 وأصبحت قائدة في حركة الاقتراع وكتبت أول سيرة ذاتية عن والدتها «لوسي ستون: المرأة الرائدة في المطالبة بحق المرأة في الاقتراع (سوفرجت)». وفي عام 1858 أجهضت ستون وفقدت طفلا أثناء حياة الأسرة مؤقتا في شيكاغو.

## تراجع النشاط
استمرت ستون بعد زواجها في الفترة من صيف 1855 إلى صيف 1857 في إلقاء المحاضرات الكاملة، وتقديم الالتماسات، وتنظيم الجدول. وفي يناير 1856 تم اتهام ستون في المحكمة وقامت بالدفاع عن نفسها ضد الشائعات التي طرحها الادعاء باتهام ستون أنها أعطت الأمة السابقة مارغريت غارنر سكينا وتم محاكمتها بتهمة قتل طفلها لمنعه من التعرض للاسترقاق. تم مهاجمة ستون بأنها أعطت السكين للسجين خلسة حتى تتمكن غارنر من قتل نفسها إذا تم إجبارها على العودة إلى العبودية. أشارت المحكمة إلى ستون «بالسيدة لوسي ستون بلاكويل» وقد تم سؤالها إذا كانت تود الدفاع عن نفسها، وقد فضلت ستون أن توجه كلامها للجمعية بعد رفع الجلسة قائلة: «أفضل أن أمزق شراييني بأسناني وأدع العالم يشرب من دمي على أن أرتدي قيود العبودية. إذا كيف يمكنني أن ألومها على رغبتها في أن يجد طفلها الحرية في كنف الإله والملائكة حيث لا توجد أي قيود؟»
أدى ميلاد ابنة ستون في سبتمبر 1856 إلى استحالة استمرار نشاطها بكفاءة عالية. قامت ستون بترتيبات أولية للمؤتمر القومي 1857 الذي سيعقد في بروفيدانس، وقد ألقت المسؤولية على عاتق كلا من سوزان بي أنتوني وتوماس وينتورت هينغستون بسبب عدم إمكانيتها من حضور المؤتمر. عندما أعاقت حالة الاضطراب المالي عام 1857 أنتوني من نقل المؤتمر إلى شيكاغو، أعلنت ستون أن الاتفاقية الوطنية لحقوق المرأة القادمة يتم عقدها في مايو عام 1858. ساعد أنتوني ستون في تنظيم اتفاقية عام 1858 ومن ثم تولى المسؤولية كاملة في اجتماع عام 1859، وتحملت إليزابيث كاندي ستون مسؤولية تنظيم اتفاقية عام 1860.
رأت ستون قبل زواجها، أنه يجب أن يُسمح للنساء بامتلاك حق تطليق الأزواج المخمورين، وذلك لوضع حد فاصل «للزواج بلا حب» حتى "ينمو الحب الحقيقي في نفس الشخص المجروح من المتعة الكاملة حيث لا يوجد وثاق قانوني له الحق في أن يبقيها. ومهما كان ذلك الرابط نقي ومقدس ليس له الحق فقط في أن يكون، بل ليكون معترفًا به أيضًا؛ بل إلى أبعد من ذلك، أعتقد أنه ليس له الحق في أن يكون حتى معترفًا به." على عكس ذلك لأصدقاء ستون رأي مخالف في هذه القضية؛ فقد كتبت نيتي براون إلى ستون في عام 1853 أنها ليست على استعداد أن تتقبل هذه الفكرة حتى لو رضي الطرفان بالطلاق. سانتون كانت أقل ميلا إلى العقيدة الدينية؛ فقد كانت في الحزب الذي يؤمن بإعطاء المرأة الحق في الطلاق ومن ثم أكدت أن إصلاح قوانين الزواج أكثر أهمية من حقوق المرأة في التصويت.
في إطار عملية الإعداد لاتفاقية حقوق المرأة، عملت ستون ضد سانتون لإزالة أي منصة مقترحة لدعوى الطلاق الرسمية. تمنت ستون أن يتم الفصل في هذا الموضوع لمنع ظهور التسيب الأخلاقي. فقد دافقت عن «حق المرأة في شخصها كشخص له قيمة، وذكي، ومسؤول.» تم صياغة الحقوق الأخرى بعد إعطاء المرأة حقها في امتلاك جسدها. تغير رأي ستون عن الطلاق بعد سنوات.

### الخلافات مع دوغلاس
هاجم فريدريك دوغلاس في صحيفته مزج ستون الحر بين كلا من حقوق المرأة وحركة الإلغائية مدعيا أن ما تفعله هو مخالف لهدف وقوة حركة التحرر من العبودية. وقد وجد دوغلاس بالخطأ فيما بعد ستون وهي تلقي خطابا للبيض فقط في قاعة مؤتمرات فيلادلفيا، لكن ستون أصرت أنها قد استبدلت خطابها الذي أعدته سابقا لذلك اليوم بنداء إلى الجمهور لمقاطعة هذا الإنشاء. وقد استمر الخلاف بينهما سنوات حتى تصالحا.

### الاحتجاج الضريبي
في يناير1858K، نظمت ستون احتجاجا عاما على نطاق واسع بسبب فرض الضرائب بدون تمثيل عبر البلاد. وفي الصيف السابق، ابتاعت ستون وبلاكويل منزلا في منطفة أورانج في نيو جيرسي، وعندما تم إصدار أول فاتورة ضريبية لها، قامت ستون باعادتها دون أن تدفع، معللة أن فرض الضرائب على النساء بينما يتم منعهم من الإدلاء بأصواتهم،يشكل ذلك انتهاكا لمبادئ أمريكا الراسخة. وفي الثاني والعشرين من يناير 1858، قامت المدينة ببيع بعضا من مقتنيات منزلها في مزاد علني لتسديد الضريبة وسداد تكاليف المحكمة المصاحبة لذلك. وفي الشهر التالي، تحدث كلا من ستون وبلاكويل عن الضرائب بدون الظهور في اجتماعيين كبيرين في أورانج، وقامتا بتوزيع عرائض تطالب الهيئة التشريعية في نيو جيرسي بحق المرأة في الاقتراع. وألهم اعتراض ستون العديد من النساء لانخاذ بعض الإجراءات. بعض النساء اتخذوا مسلكها ورفضوا دفع الضرائب، وقد وصلت إحدى الشكاوي إلى محكمة ماساتشوستس الكبرى في عام 1863، بينما ذهب البعض الآخر إلى صناديق الاقتراع للمطالبة في حقهم بالتصويت باعتبارهم فئة تدفع الضرائب.

## منظمات قومية
اجتمعت ستون بكلا من إليزابيث كادي سانتون، وسوزان بي أنتوني، ومارثا كوفين رايت، وإيمي بوست، وأنطوانيت براون بلاكويل، وإرنستين روز، وأنجلينيا جريمكي ويلد وذلك في أثناء الحرب الأهلية لإرساء الرابطة القومية الموالية للمرأة في عام 1863. عقدوا اتفاقيتهم في مدينة نيويورك وعزموا على الكفاح من أجل تحقيق التحرر الكامل للأمريكيات ذوات البشرة السمراء ومنحهن الحق في الانتخاب. وفي عام 1864 جمعت المنظمة حوالي 400 ألف توقيع لتقديم عريضة إلى الكونغرس الأمريكي، وساعدت هذه التوقيعات على تحقيق التعديل الثالث عشر لإلغاء الرق. ومع بداية عصر إعادة الإعمار ساعدت المنظمة الأمريكية للحقوق العادلة (AERA) ستون. وكان هدف المنظمة الأسمى هو تحقيق المساواة في حق التصويت لكل الناس بغض النظر عن أي اختلاف في النوع أو العرق.
وفي مؤتمر (AERA) الذي أقيم في عام 1869 نشأ خلاف بين كلا من الأغلبية العظمى للمشاركين وعلى رأسهم لوسي ستون والذين رأوا أن يصوتوا لتأيد التعديل الخامس عشر والذي يعطي الحق للرجال الأمريكيون ذو الأصول الأفريقية للإدلاء بأصواتهم وبينما اعترضت أقلية معللة بأن أي تعديل في حق التصويت لا يكفل حق الاقتراع للجميع. أدى ذلك الخلاف إلى اعتماد قرار محايد بشأن التعديل الخامس عشر، وهو قرار يحمل الكثير من الإحباط حيث لم يقدم الكونغرس نفس الميزة للمرأة. ولم يتمكن مؤتمر (AERA) من دمجها معا بسبب الصراع الداخلي بين هذين الضدين. شكلتا كلا من سوزان بي أنتوني وإليزابيث كادي سانتون، زعماء الأقلية- المنظمة القومية لحق المرأة في الاقتراع (NWSA) وهي للنساء فقط وذلك للتركيز على منح المرأة حقها في التصويت. وفي كليفلاند في الرابع والعشرين من نوفمبر أسست ستون بالتعاون مع زوجها وجوليا وارد هوا المنظمة الأمريكية لحق المرأة في الاقتراع (AWSA) وكانت أكثر اعتدالا وضمت كلا من النساء والرجال عل حدا سواء. كانت أهداف منظمة (AWSA) هي اعتماد التعديل الخامس عشر بعدما تضاعفت الجهود لاكتساب المرأة حقها في التصويت. اختلفت المجموعات بسسب النقاط الفرعية للسياسة فقط بغض النظر عن العضوية وتوقيت حق المرأة في الاقتراع.

## الطلاق و«الحب الحر»
في عام 1870، في الاحتفالية السنوية العشرين لأول اتفاقية قومية لحقوق المرأة، تحدثت سانتون لمدة ثلاث ساعات لحشد الجماهير لصالح حق المرأة في الطلاق. وفي ذلك الوقت، كان موقف وضع ستون بشأن هذا الموضوع واضحا تماما. بدأ الخلاف بين ستون وسانتون في هذه القضية، حيث كتبت ستون "نحن نؤمن بالزواج من أجل الحياة، ونستنكر كل هذا الانحطاط والحديث الذي يهون من الطلاق والذي يعد خطرا على المجتمع. أوضحت ستون أن مثل هذه الدعاوي "للطلاق الحر" لا تتماشى مع منظمة ستون (AWSA) والتي كان يرأسها في ذلك الوقت القس هنري وارد بيتشر. كتبت ستون ضد "الحب الحر": "لا تنخدعي، الحب الحر يعني الشهوة المطلقة."
عاد هذا الوضع التحرري مرة أخرى ليطارد ستون. في عام 1870، أخبرت إليزابيث روبيرت تيلتون زوجها ثيودور تيلتون أنها قد خانته مع صديقه المخلص هنري وارد بيتشر. وقد نشر ثيودور تيلتون في مقال صحفي أن بيتشر قد "عُرف عنه بعض العلاقات الحميمية غير اللائقة في وقت حرج من حياته وكانت تلك العلاقات مع نساء خواص من طائفته." أعلن ثيودور تيلتون أنه قد أخبر سانتون بشأن العلاقة المزعومة وقامت سانتون بدورها بإخبار فيكتوريا ودهيل. وكانت ودهيل من مناصري التحرر في الحب وقد هاجمت بيتشر في مقالة لها وبدأت في التودد من تيلتون وتقنعه بأن يكتب كتابا عن حياتها تستمد مادته الإبداعية مما أمدته به. وفي عام 1871 كتبت ستون إلى صديق لها "أمنيتي الوحيدة التي تخص السيدة ودهيل هي ألا تٌذكر هي أو أفكارها في اجتماعنا." لاقت نشاطات ودهيل التي كانت تهدف بها إل خدمة مصالحها الشخصية استهجانا من كلا من المنظمة الوسطية (AWSA) والمنظمة المتطرفة (NWSA). هاجمت ودهيل بيتشر في عام 1872 معللة أنه يمارس الحب المطلق في الخفاء بينما يهاجمه ويعظ الجميع منه، وجاء هذا الكلام في محاولة منها لتخفيف النقد الذي وجه إليها. لأدى هذا إلى ضجة في الصحافة وتسبب ذلك في دعوى قضائية حاسمة وتحقيق رسمي لاحقا استمر حتى عام 1875. تم التركيز على فضيحة الخيانة الزوجية والخلاف حول المجموعات المختلفة لناشطات حقوق المرأة وكانت للحركة أهداف سياسية مشروعة. كتب هيري بلاكويل إلى ستون من ميتشيغان حيث يعمل لتحقيق حق المرأة في الاقتراع واعتماده في دستور الدولة وقال "كانت فضيحة بيتشر تيتلون بمثابة اللعنة على قضية اقتراع المرأة في ميتشيغان، وأعتقد أنه لا فرصة لنا لتحقيق ما نسعى إليه هذا العام.

## حق التصويت

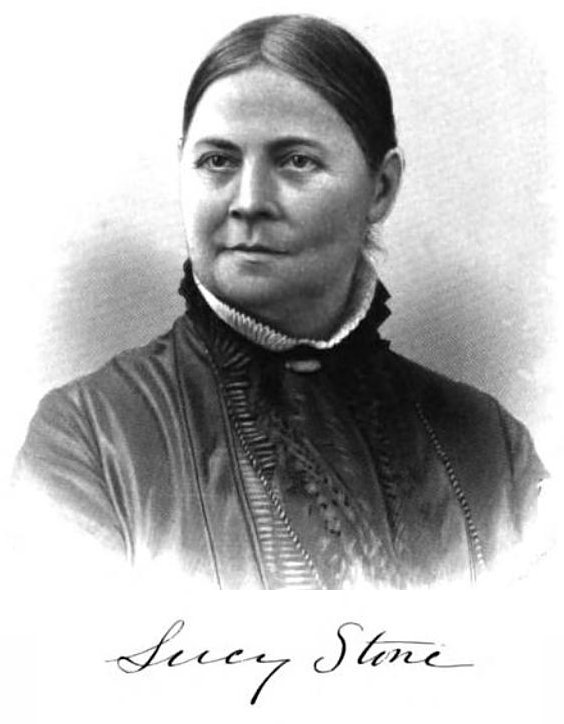
صورة لوسي ستون كما تبدو في "تاريخ معاناة المرأة لنيل حق التصويت"، الإصدارالثاني، عام 1881

ذهب بلاكويل وستون إلى تل البابا في دورتشستر في ماساتشوستس في عام 1870 وقد انتقلوا من ولاية نيوجرسي لتنظيم جمعية حق المرأة في التصويت في نيو إنجلاند. اصبح العديد من نساء المدينة أعضاء نشطين في مجتمع النساء ضد الاستبداد بدورتشستر. وفي نفس عام ، أصبح العديد من النساء المجتمع المحلي من الناشطات في الجمعية. وفي الوقت ذاته، أسست ستون صحيفة المرأة وكانت بمثابة صوت بوسطن المسموع الذي ينقل قضايا منظمة (AWSA). وظلت ستون تراجع الصحيفة وتحررها طوال حياتها بمساعدة زوجها وابنتهما.

### «درس ولاية الكولورادو»
في عام 1877 طلبت راتشل فوستر أفري من ستون أن تساعد ناشطات كولورادو في تنظيم حملة استفتاء من أجل الحصول على حق المرأة في التصويت لنساء المنظقة. وعملا ستون وبلاكويل معا في الجزء الشمالي للدولة في الصيف الأخير، بينما سافرت سوزان أنتوني إلى الجزء الجنوبي الأقل تدهورا وصعوبة. أمدوهم الناشطات بالدعم المختلف المتنوع وكان الدعم أكثر قابلية في مناطق عن غيرها. أثبت اللاتينيون الناخبين لا مبالاة كبيرة في عملية إصلاح التصويت. تم توجيه اللوم لبعض من هذه المعارضة على مضادتها الشديدة لحجم الأصوات للأسقف الروماني الكاثوليكي في ولاية كولورادو. تجاهل قلة من السياسين في كولورادو الحجم أو بمعني أدق هاجموه بشراسة. ركزت ستون على إقناع ناخبو دنفر أثناء اقتراع أكتوبر، ولكن قل العدد بشكل كبير حيث بلغ المعارضين له حوالي 68%. أظهر الرجال العاملين المتزوجين دعم أعظم من ذاك الذي قدمه الرجال غير المتزوجين. أطلق بلاكويل عليه «درس كولورادو» وكتب «لا يمكن تنفيذ اقتراع النساء بالتصويت الشعبي بدون تواجد حزب سياسي يدعمه».

### تصويت مجلس المدرسة
في عام 1879 بعدما قامت ستون بتنظيم عريضة شارك فيها عدد من الداعمات لنيل المرأة حقها في التصويت في البلاد، تم إعطاء نساء ماساتشوستس حقوق للتصويت محددة بدقة وصرامة؛ حيث أن المرأة التي تثبت أن لها نفس المؤهلات الخاصة بالرجل المدلي بصوته يتم السماح لها بإدلاء صوتها لأعضاء مجلس المدرسة. سُمح لستون بأن تكون في مجلس التصويت في بوسطن ولكن تتطلب الأمر الإمضاء باسم زوجها على أنه اسمها، ولكنها رفضت ولم تشارك في هذا التصويت.

## التصالح

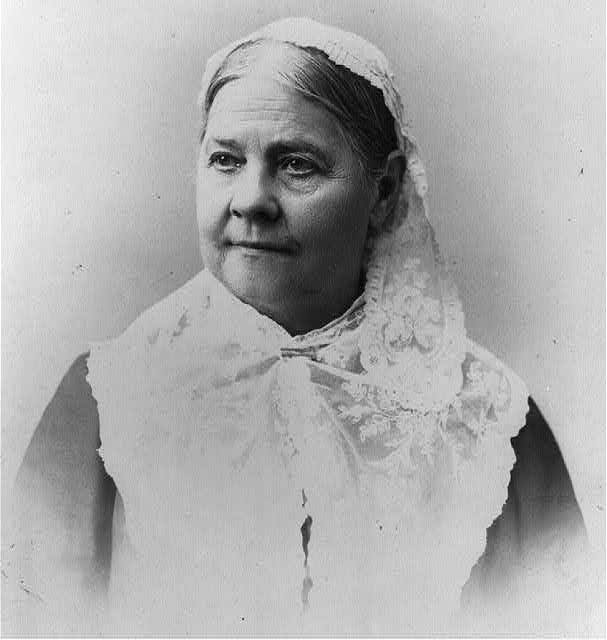
لوسي ستون في الكبر.

اقترحت ستون في عام 1887 الدمج بين المجموعتين بعد ثمانية عشر عامًا من الانشقاق في حركة حقوق المرأة الأمريكية. تم التخطيط لذلك وتقديم الاقتراحات في اجتماعاتهم السنوية والتصويت عليها، ثم يتم نقلها إلى المجموعة الأخرى لمراجعتها. وفي عام 1890 تخلت المجموعتين عن خلافاتهم واتحدوا لتشكيل المنظمة القومية الأمريكية لمنح المرأة حقها في التصويت (NAWSA). عانت ستون من مشاكل القلب ومرض تنفسي ولم تستطع حضور اتفاقية المنظمة الأولى، ولكن تم انتخابها لرئاسة اللجنة التنفيذية.
وفي بداية عام 1891 توالت زيارات كاري تشابمان كات لستون في تل البابا وذلك للتعلم من ستون طرق التنظيم السياسي. تقابلتا كلا من ستون وتشابمان من قبل في ولاية ايوا في اتفاقية مناصرة المرأة في أكتوبر في عام 1889، وأعجبت ستون بطموحها وبحضورها قائلة: «سيكون للسيدة تشابمان شأن فما بعد في هذه الحركة.» أرشدت ستون كات طوال هذا الشتاء وأعطتها كنز من المعلومات عن تقنيات الإقناع وجمع الأموال. استفادت كات فيما بعد بما تعلمته على أحسن وجه عندما قادت الحركة الأخيرة لحصول المرأة على حقها في التصويت في عام1920.
ذهب كلا من ستون وكات وبلاكويل إلى اتفاقية منظمة NAWSA في يناير عام 1892 وذلك في واشنطن العاصمة. تم استدعاء الثلاثي ستون وسانتون وأنتوني الداعين إلى حق المرأة في التصويت بالإضافة إلى إيزابيلا بيتشر هوكر من افتتاح الاتفاقية بساعات لإلقاء كلمة غير متوقعة أمام لجنة منظمة الولايات المتحدة المعنية بالسلطة القضائية. ألقت ستون أمام الكونغرس جميعا: «أقف أمام هذه اللجنة وينتابني نفس الشعور الذي طالما رافقني؛ أننا نساء معاقين بما نحاول أن نفعله لأنفسنا وبالحقيقة الوحيدة التي نملكها وهي أننا لا نمتلك الحق في التصويت. وهذا ينقص من قدرنا. أنتم لا تهتموا بنا كما لو أننا نملك حقنا في التصويت.» أكدت ستون أنه يجب على الرجل أن يعمل لإرساء المساواة في حقوق الملكية بين الجنسين. طالبت ستون بإلغاء امتلاك المرأة؛ نقل ملكية الزوجة إلى زوجها. بدا خطاب ستون الارتجالي باهتا بالمقارنة بخطاب سانتون السلس الرائع الذي سبق خطاب ستون. نشرت ستون فيما بعد خطاب سانتون بأكمله في صحيفة المرأة بعنوان «عزلة الذات». وفي اتفاقية NAWSA تم انتخاب أنتوني رئيسا وأصبحتا كلا من ستون وسانتون رؤساء شرف.

## الظهور الأخير
في عام 1892 أقنعت آنا ويتني الناحتة والشاعرة ستون بأن تأخذ لها صورة فنية منحوتة. وقد رفضت ستون من قبل أن تنحت لها صورة فنية من سنوات معللة أن الأموال التي تنفقها للنحات يكون من الأفضل إنفاقها على أعمال الاقتراع. وأخيرا خضعت ستون للضغط من قبل فرانسيس ويلارد- نادي المرأة في نيو إنجلاند- وبعض من أصدقائها وجيرانها في منطقة بوسطن وجلست لوايتني لنحت تمثال نصفي لها. وفي فبراير عام 1893 دعت ستون شقيقها فرانك وزوجته سارة لرؤية التمثال وذلك قبل نقله إلى شيكاغو لعرضه في المعرض الكولومبي العالمي.
ذهبت ستون مع ابنتها إلى شيكاغو في مايو 1893 وألقت خطابها الأخير أمام العامة في الكونغرس العالمي للنساء المندوبات حيث ترى ستون ضرورة التواجد القوي الدولي للنساء في الكونغرس، حوالي 500 امرأة من 27 دولة يتحدثون في حوالي 81 اجتماع، ويحضرون حوالي 150 ألف حدث طوال الأسبوع. كان تركيز ستون في ذلك الوقت على الاستفتاءات في الدولة مع الأخذ في الاعتبار نيويورك ونبراسكا. قدتم ستون خطابا أعدته من قبل بعنوان "التقدم في خمسين عاما" وقد وصفت فيه العلامات المميزة للتغير وقالت: أعتقد بامتنان منقطع النظير، أن نساء اليوم لن يعلموا الثمن الذي دُفع لاكتساب حقهم في الحديث المجاني أمام العامة." قابلت ستون كاري تشامبان كات وأبيجالي سكوت دونيواي لوضع خطة التنظيم في كولورادو. وقد حضرت ستون اجتماع مدته يومين عن حصول المرأة على حقها في الاقتراع بداية من كنساس. عادت ستون وابنتها إلى منزلهما في تل البابا في الثامن والعشرين من مايو.
أدرك المقربون من ستون في تلك الفترة أن حركتها أصبحت ضعيفة. أراد كلا من ستون وزوجها المشاركة في اجتماعات أكثر في المعرض في شهر أغسطس ولكن منعها التعب من الذهاب. وكانت ستون تعاني من مرض سرطان المعدة الخطير الذي اكتشف في شهر سبتمبر. كتبت ستون خطابات أخيرة لأصدقائها وأقاربها. «استعدت لوسي ستون للموت بهدوء واهتمام ثابت بقضية المرأة» وقد توفيت ستون في الثامن عشر من أكتوبر عام 1893 عن عمر يناهز 75 عاما. اجتمع حوالي 1100 شخص حول الكنيسة قبل جنازتها بثلاثة أيام ومئات واجمون بالداخل. قام ستة رجال وست نساء بحمل النعش من بينهم النحات آنا ويتني، وأصدقاء ستون المكافحين القدامى؛ توماس وينتورث هيغنسون وصموئيل جوزيف ماي. اصطف المشيعون على جانبي الطريق لإتمام مراسم الجنازة وتصدر الخبر عناوين الصحف. وكان خبر وفاة ستون هو الخبر الأكثر انتشارا وتداولا بين أي امرأة أمريكية في ذلك الحين.
حرقت جثة ستون وفقا لرغبتها، والجدير بالذكر أنها أول شخص تحرق جثته في ماساتشوستس بالرغم من انتظارهم لأكثر من شهرين حتى يتم اكتمال محرقة فورست هيلز. وتم وضع بقايا ستون في فورس هيلز؛ وهي كنيسة صغيرة هناك تم تسميتها باسمها.

## الإرث

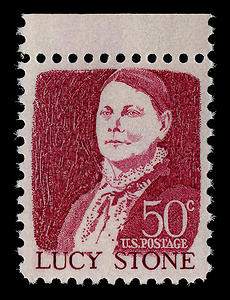
طابع بريدي أمريكي بقيمة 50 سنت يخلد ذكرى لوسي ستون

يؤكد رفض ستون أن تتلقب باسم زوجها على تمسكها بحقوقها، والجدير بالذكر أن هذا الرفض كان محل إثارة للجدل آنذاك وهو ما جعلها مخلدة في الأذهان حتى يومنا هذا. تم تسمية النساء اللواتي احتفظن بأسمائهن بعد الزواج في الولايات المتحدة ب«أتباع لوسي ستون». في عام 1921 أنشأت روث هالي رابطة لوسي ستون في مدينة نيويورك، وقد وصف هيود براون هالي في مجلة التايمز في عام 1924 «بقرينة لوسي ستون».تم إعادة العمل بالمنظمة في عام 1997.
في عام 1876 بدأت كل من سوزان بي أنتوني، وإليزابيث كادي سانتون، وماتلدا جادج، وإدا هستيد هاربر في كتابة تاريخ المرأة في الحصول على حقها في الاقتراع. خططوا لإتمام مجلد واحد ولكنهم أنهوا أربعة مجلدات قبل وفاة أنتوني في عام 1906، وأنهوا اثنين فيما بعد. تم التأريخ لأول ثلاث مجلدات ببداية حركة حقوق المرأة بما في ذلك السنوات التي شهدت نشاط ستون. أدت الخلافات بين ستون وسانتون التي تم تسليط الضوء عليها في الصدام بين حركتي NWSA وAWSA إلى تهميش مكانة ستون تاريخيا في العمل. وتم استخدام النص كمصدر علمي قياسي على الحركة النسوية في القرن التاسع عشر وحتى وقت كبير في القرن العشرين مما أدى إلى تجاهل مساهمة ستون الواسعة في كثير من تاريخ قضايا المرأة.
في الثالث عشر من أغسطس عام 1968 في الذكرى ال150 لميلاد ستون أهدتها خدمة بريد الولايات المتحدة 50 طابعًا بريديًا باعتبارها ضمن سلسلة الأمريكينيات البارزات. تم ملائمة الصورة من صورة مدرجة في سيرة أليس ستون بلاكويل عن ستون.
حتى عام 1999 كان مجلس نواب ولاية ماساتشوستس يعرض فقط صور القادة الرجال البارزين في ولاية ماساتشوستس. وفي هذا العام أُطلق على المشروع «أنصت لنا» حان وقت مبادرة المجلس التشريعي للولاية لتؤتي بثمارها: تم وضع ست صور لقيادات نسائية في المبنى التاريخي، وكانت ستون من بين النساء اللاتي تم تكريمهن.
في عام 2000 غنت إيمي راي من مجموعة بنات الإنديجو أغنية بعنوان «التابعات للوسي ستون» وهي أول أغنية فردية لها في حفلة.

## الوصلات الخارجية
- لوسي ستون على موقع الموسوعة البريطانية (الإنجليزية)
- لوسي ستون على موقع إن إن دي بي (الإنجليزية)
- جريدة ذا ليبراتور فايلز، أغراض تتعلق بلوسي ستون من مجموعة حورس سيلدون وخلاصة بحث في النسخ الأصلية من جريدة «ذا ليبراتور» الخاصة بوليام لويد جاريسون في مكتبة بوسطن العامة الواقعة في بوسطن في ولاية ماساتشوستس.
- صورة لوسي ستون من المجموعات الخاصة وقسم أرشيف الجامعة في جامعة نورث كارولينا في جرينسبورو
- خطاب لوسي ستون من المجموعات الخاصة وقسم أرشيف الجامعة في جامعة نورث كارولينا في جرينسبورو
- أوراق في مجموعة حقوق النساء، 1846-1943. مكتبة شليزينجر، معهد رادكليف، جامعة هارفارد.
- أوراق، 1832-1981. مكتبة شليزينجر، معهد رادكليف، جامعة هارفارد.
- مجموعة كاري تشامبان كات في مكتبة الكونغرس بها أجزاء من مكتبة لوسي ستون.